# Lunda församling, Uppsala stift
Lunda församling var en församling i Uppsala stift och i Sigtuna kommun i Stockholms län. Församlingen uppgick 1998 i Skepptuna församling.

## Administrativ historik
Församlingen har medeltida ursprung.  
Församlingen utgjorde under medeltiden ett eget pastorat för att därefter till 1972 vara annexförsamling i pastoratet Skepptuna och Lunda som 1962 utökades med Närtuna församling, Gottröra församling, Vidbo församling och Husby-Långhundra församling. Från 1972 till 1998 annexförsamling i pastoratet Odensala, Husby-Ärlinghundra, Skepptuna,, Lunda och Vidbo. 1998 uppgick församlingen i Skepptuna församling.

## Kyrkor
- Lunda kyrka